# Passo delle Erbe
Le passo delle Erbe (en allemand : Würzjoch, en ladin : Jü de Börz) est un col situé dans les Dolomites, dans la province autonome de Bolzano, en Italie, à 1 987 m d'altitude. Il relie les villes de Bressanone, dans la vallée de l'Isarco, à San Martino in Badia dans le val Badia.

## Géographie
Les accès routiers au col sont multiples : de la vallée de Funes (route nationale 163) et de la vallée d'Eores (depuis Bressanone, route nationale 29) montent deux routes provinciales qui se rejoignent près du col d'Eores (Kofeljoch, 1 863 m) puis descendent légèrement dans le bassin du Gunggan et remontent jusqu'au passo delle Erbe. Une autre route carrossable plus étroite, la route nationale 30, atteint également le col depuis Luson en remontant toute la vallée du Rio Lasanca. Elle rejoint la route nationale 29 juste à l'ouest du col.
De l'autre côté, la route descend vers Antermoia, un hameau de San Martino in Badia.
Depuis le col s'ouvre un large panorama sur les sommets du groupe de la Plose, du groupe Putia, du groupe des Odle et du mont Gabler. Au col, se trouve le refuge alpin du même nom, également connu sous le nom d'Ütia de Börz.
En hiver, le col n'est pas accessible en voiture, car la route devient une piste de ski de fond.

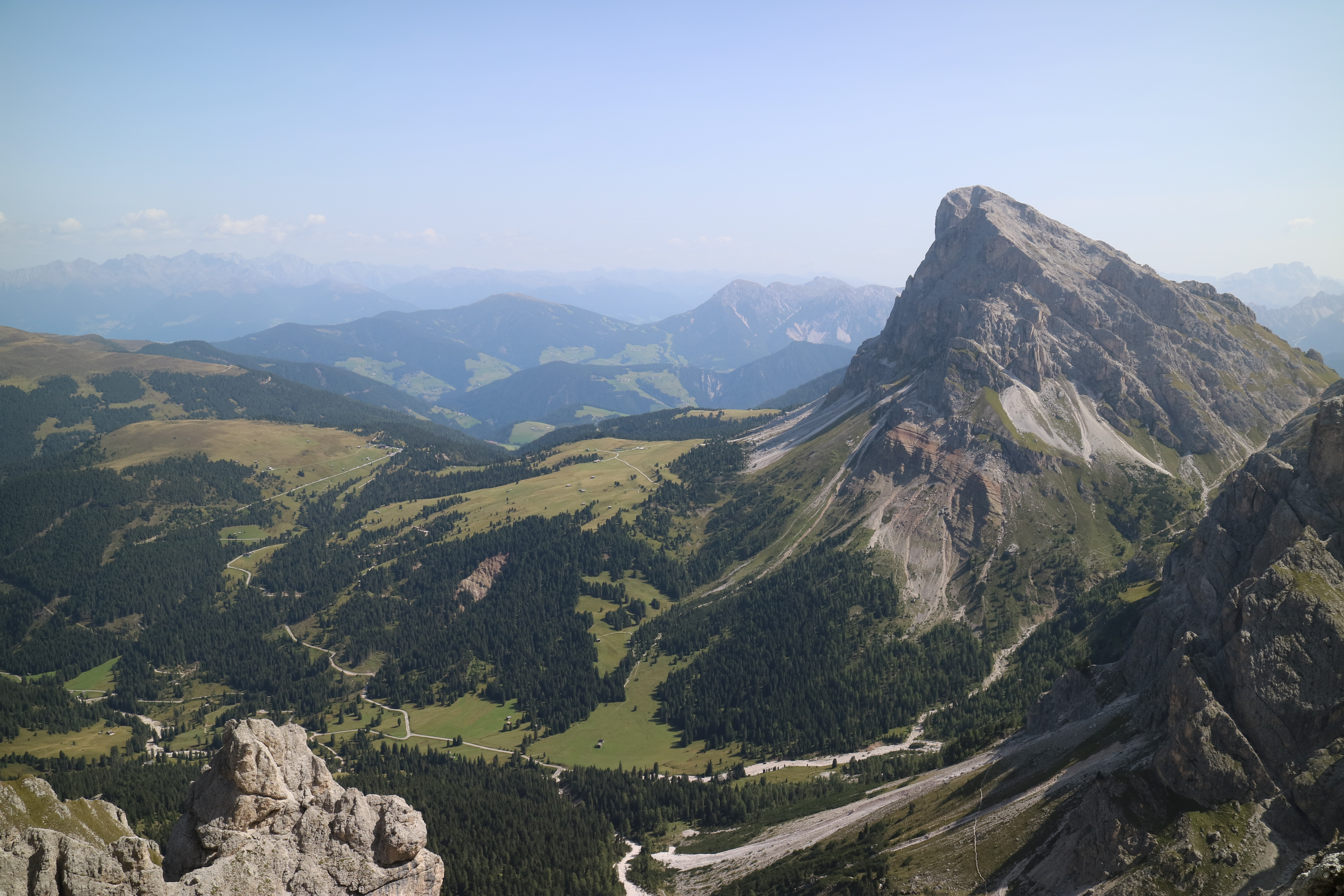
Le col avec le Peitlerkofel à sa droite.
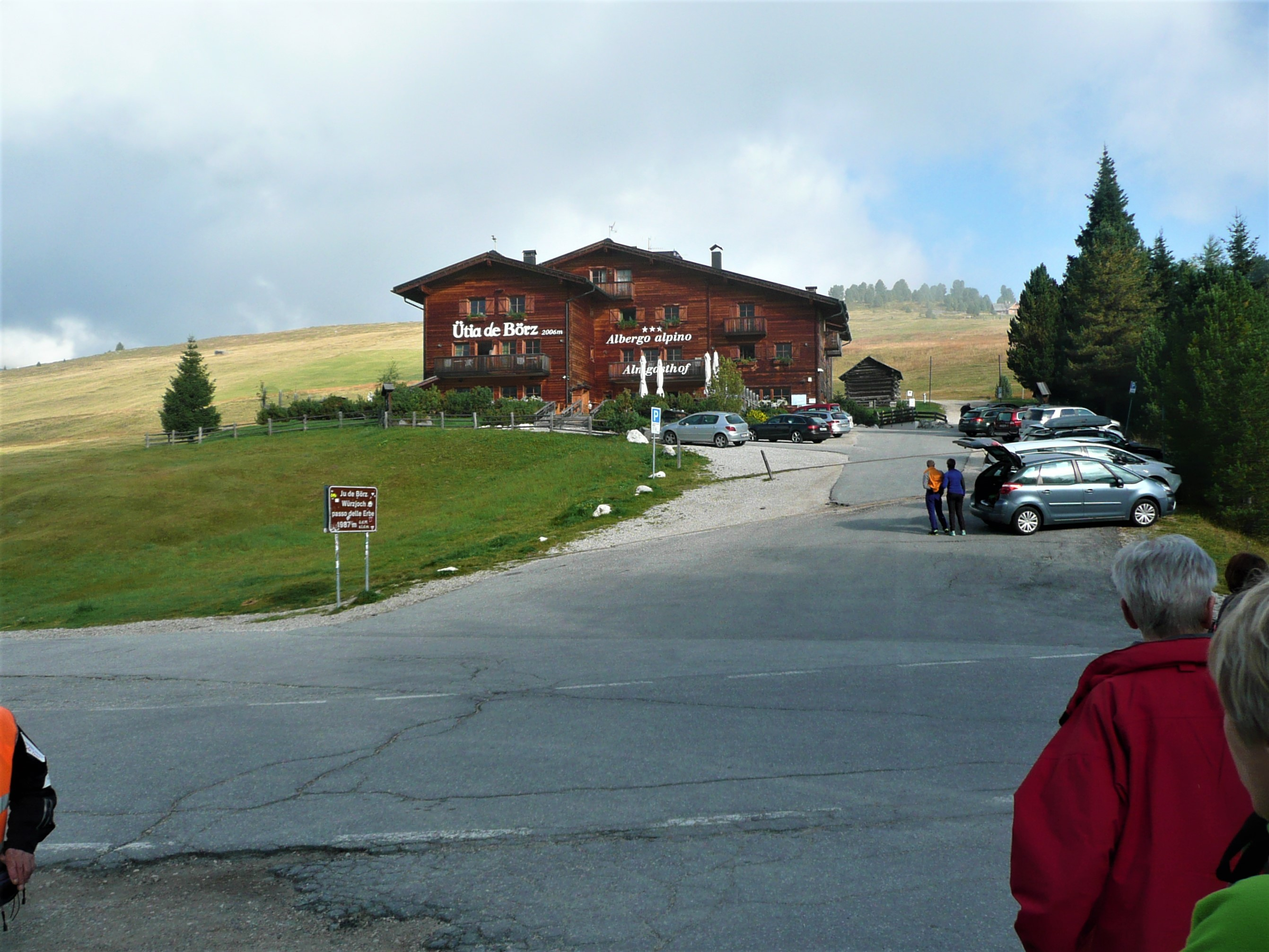
Le refuge au col.
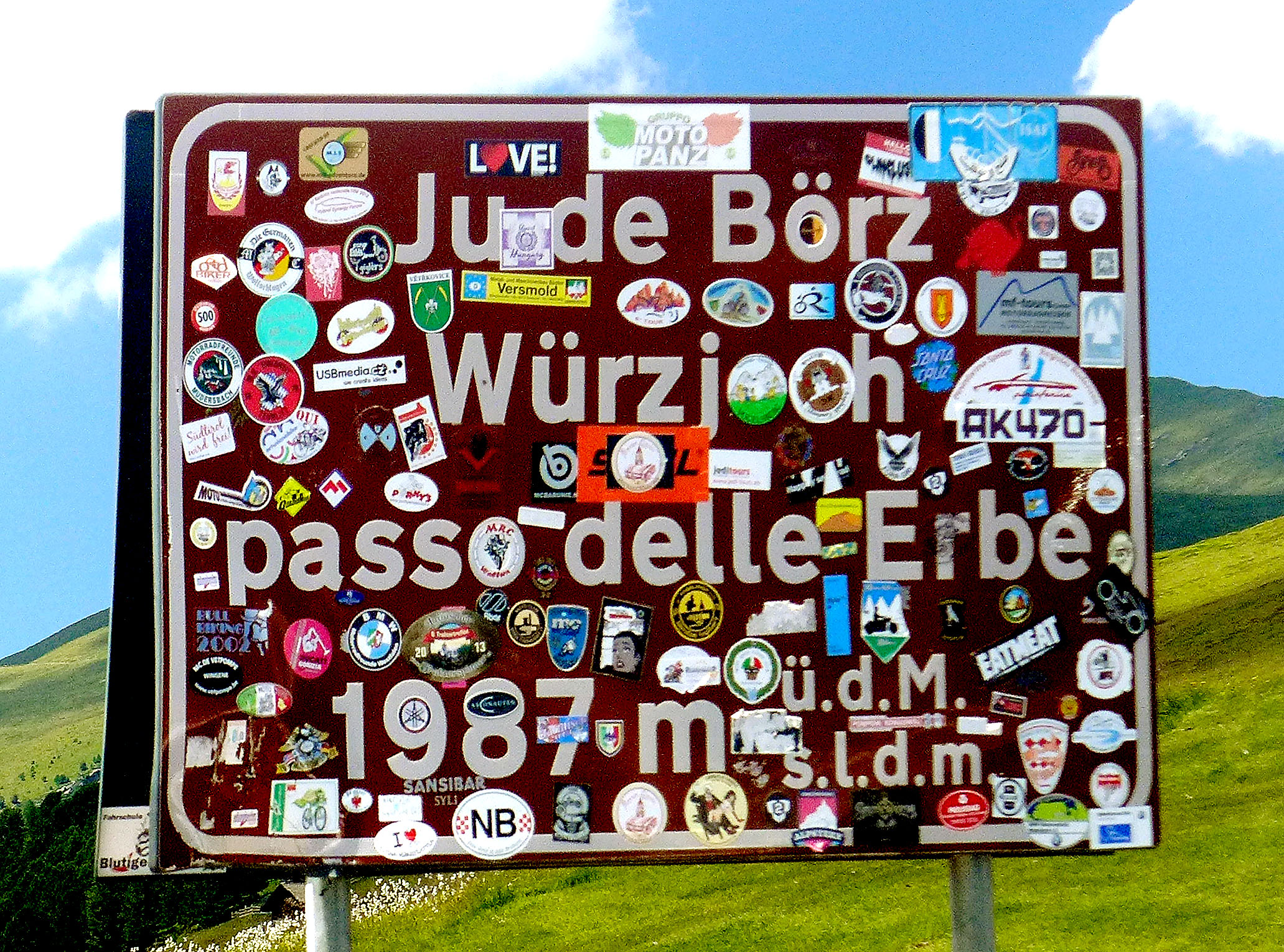
La signalétique du col.

## Cyclisme
Le passo delle Erbe a été gravi à 3 reprises par le Giro d'Italia depuis 1993.
| Année | Étape                              | Premier au col     | Ascension depuis |
| ----- | ---------------------------------- | ------------------ | ---------------- |
| 1993  | 13 : Asiago > Corvara in Badia     | Andrew Hampsten    | Bressanone       |
| 1994  | 14 : Lienz > Merano                | Pascal Richard     | Antermoia        |
| 2005  | 19 : Longarone > Torri del Vajolet | Juan Manuel Gárate | Antermoia        |